# 알렉세이 예르몰로프
알렉세이 페트로비치 예르몰로프(러시아어: Алексе́й Петро́вич Ермо́лов, 1777년 6월 4일 ~ 1861년 4월 23일)는 캅카스 전쟁에서 러시아 제국 육군을 이끈 러시아 제국 장군이다. 예르몰로프는 1799년 알렉산드르 수보로프의 스위스 원정을 제외한 모든 대프랑스 전역에 참전했다. 1799년 이 때 예르몰로프는 파벨 1세에 맞선 음모를 꾸민 죄를 받고 유배에 보내졌다. 알렉산드르 1세는 예르몰로프를 사면했고 그를 복권시켜 군대에서 다시 활동할 수 있도록 했다. 예르몰로프는 나폴레옹 전쟁 당시 아우스터리츠 전투, 아일라우 전투, 보로디노 전투, 쿨름 전투, 파리 전투 등에서 활약했다. 나폴레옹 전쟁 이후에는 캅카스 전쟁에 참여했으며, 체르케스인 학살의 주요 공모자 중 한 명이기도 하다.